# 나카무라 료
나카무라 료(일본어: 中村 亮, 1996년 12월 31일~)는 일본의 축구 선수이다.

## 구단 경력
그는 2019년 J3리그의 가마타마레 사누키에 입단했다. 2021년까지 46경기에 출전하여, 4득점을 넣었다. 2022년 일본 지역 리그의 베로스크로노스 쓰노로 이적했다.